# Neoparoecus simplicipes
Neoparoecus simplicipes är en tvåvingeart som beskrevs av Yarom 1991. Neoparoecus simplicipes ingår i släktet Neoparoecus och familjen lövflugor.
Artens utbredningsområde är Ungern. Inga underarter finns listade i Catalogue of Life.